# Gonoússa
Gonoússa (Gonoussa) är en ort i Grekland.   Den ligger i prefekturen Nomós Korinthías och regionen Peloponnesos, i den södra delen av landet, 100 km väster om huvudstaden Aten. Gonoússa ligger 844 meter över havet och antalet invånare är 157.
Terrängen runt Gonoússa är lite bergig. Runt Gonoússa är det ganska glesbefolkat, med 31 invånare per kvadratkilometer. Närmaste större samhälle är Kiáto, 13,4 km nordost om Gonoússa. 